# Йо-Йо Ма
Йо-Йо Ма (на английски: Yo-Yo Ma) е американски виолончелист от китайски произход, роден в Париж.

## Биография
Той е вундеркинд и изпълнява музика, още когато е на 5 години. Завършва с бакалавърска степен Харвардския университет през 1976 г. Свири като солист в много оркестри. Има 75 албума, 15 от които му донасят награда Грами.
Освен записите на традиционния класически репертоар, Ма създава американска блуграс музика, традиционни китайски мелодии, тангото на аржентинския композитор Астор Пиацола, бразилска музика, и сътрудничи с Боби Макферин.
Основният инструмент на Ма е виолончело „Монтаняна“, изработено през 1733 г. и оценявано на 2,5 милиона щатски долара.
Получава Националния медал за изкуствата през 2001 г., Президентския медал на свободата през 2011 г., и Полярната музикална награда през 2012 г.
1. ↑  crsreports.congress.gov
2. ↑  time.com